# BOOS (webserie)
BOOS, in de eerste jaren beter bekend als #BOOS, is een Nederlands online onderzoeksjournalistiek- en consumentenprogramma dat uitgezonden wordt op het gelijknamige YouTube-kanaal en de online kanalen van de NPO en BNNVARA. De presentatie van het programma is in handen van Tim Hofman. Uitgangspunt van het programma is doorgaans het behalen van een oplossing voor een deelnemer bij de partij door wie diegene benadeeld is. In eenzelfde soort opzet worden echter ook maatschappelijke misstanden aangekaart. Het programma richtte zich tot en met het derde seizoen op een jeugdig publiek, vanaf het vierde seizoen richt het programma zich op een in leeftijd variërend publiek. Op 11 maart 2024, behaalde het YouTube-kanaal van BOOS de mijlpaal van 1 miljoen abonnees.

## Format
In het programma gaat presentator Tim Hofman samen met sidekick Marije de Roode (redacteur/producer en sinds oktober 2021 eindredacteur van dit programma), samen aan de slag om het probleem van een deelnemer of een groep van benadeelden op te lossen. Een deelnemer die boos is kan zich via de mail aanmelden met een probleem dat hij/zij zelf niet opgelost krijgt. Deze problemen lopen erg uiteen, zo krijgt de ene deelnemer een product niet geleverd en heeft de ander problemen met zijn huurbaas of werkgever. In sommige gevallen zit het probleem hem in een maatschappelijke kwestie, zoals de sponsoring van het Wereldkampioenschap voetbal 2022 in Qatar.
Hofman zoekt samen met zijn team uit hoe het probleem juridisch in elkaar zit en gaat vervolgens met de deelnemer en De Roode op zoek naar de tegenpartij om verhaal te halen. De twee partijen komen vaak met behulp van Hofman tot een oplossing in één aflevering, maar sommige zaken worden behandeld in meerdere afleveringen. Niet alle problemen hebben uiteindelijk een oplossing gekregen.

### Terugkerende elementen
Hieronder een lijst met verschillende terugkerende elementen in het programma:
- Elke aflevering tot en februari 2023 begon met de openingszin: "Ja hallo en welkom bij BOOS. Waar ik boze mensen onboos probeer te maken door..."
- Terwijl het probleem uitgelegd wordt, zien de kijkers verschillende afbeeldingen die als een soort rebus het probleem afbeelden.
- Aan het einde van elke aflevering krijgt de tegenpartij een oorkonde, waarin nog kort op satirische wijze wordt samengevat wat de partij wordt verweten.

Tot en met het derde seizoen waren de ondergenoemde elementen ook terugkerend, vanaf het vierde seizoen werd hier langzaamaan vanaf gestapt: 
- Wanneer Hofman in gesprek was met de tegenpartij of het gebouw betrad waar de tegenpartij zat, vuurden ze confetti af.
- Het programma had zijn eigen taal/spellingregels. Verschillende woorden kregen in het programma een andere, meer fonetische en soms verhaspelde spelling zoals: politiek was polertiek, patat was pertat, taxi was tarksi.

## Afleveringsoverzicht
| Nr.    | Naam                           | Start            | Einde            | Afleveringen |
| ------ | ------------------------------ | ---------------- | ---------------- | ------------ |
| 1      | #BOOS                          | 16 juni 2016     | tot heden        | 310          |
| 2      | #BOOS LIJFSHOW                 | 4 augustus 2016  | 29 januari 2019  | 8            |
| 3      | #BOOS POLERTIEK                | 13 december 2016 | 10 maart 2017    | 10           |
| 4      | #BOOS BELGIOOS                 | 15 juni 2017     | 22 juni 2017     | 2            |
| 5      | #BOOS MET BN'ERS VOOR DE KLIKS | 12 oktober 2017  | 21 december 2017 | 6            |
| 6      | #BOOS BEJAARDENSOOS            | 21 juni 2018     | 19 juli 2018     | 3            |
| 7      | #BOOS DOCU                     | 1 november 2018  | 7 januari 2021   | 2            |
| 8      | BOOS ACD-Podcast               | 19 maart 2020    | 28 mei 2020      | 21           |
| Totaal | Totaal                         | Totaal           | Totaal           | 362          |

## Spin-offs
Op het YouTube-kanaal #BOOS verschenen sinds augustus 2016 diverse spin-offs van het programma. Deze spin-offs worden net als het originele programma gepresenteerd door Tim Hofman en zijn sidekick Marije de Roode. De afleveringen verschijnen tevens op hetzelfde YouTube-kanaal en dezelfde online kanalen van de NPO en BNNVARA. Hieronder een overzicht van de diverse spin-off-programma's:
- #BOOS LIJFSHOW: deze spin-off verscheen voor het eerst in augustus 2016. In deze afleveringen worden oude zaken besproken, hoe het afgelopen is en dergelijke. Tevens worden tijdens de aflevering vragen van kijkers beantwoord. In tegenstelling tot de andere #BOOS-afleveringen worden de afleveringen van #BOOS LIJFSHOW live uitgezonden: de naam van het programma is een verbastering van het woord liveshow.
- #BOOS POLERTIEK: deze spin-off verscheen voor het eerst in december 2016. In deze afleveringen worden net als gewoonlijk deelnemers met problemen geholpen, maar in plaats van dat ze naar de tegenpartij gaan om verhaal te halen leggen ze de kwestie aan Kamerleden van verschillende politieke partijen voor.[3] In de aanloop naar de verkiezingen veranderde het format voor deze spin-off. Nu ging Hofman de verschillende partijen behandelen, waar de partij voor staat, om zo de jongeren die net mogen stemmen te helpen met kiezen. Om de jongeren te helpen werd naast het programma ook de app #BOOS POLERTIEK in het leven geroepen, hierop konden de mensen testen maken om te zien welke politieke partij het beste bij diegene past.[4]
- #BOOS BELGIOOS: deze spin-off verscheen voor het eerst in juni 2017. In deze afleveringen wordt het gewoonlijke programmaformat toegepast, alleen speelt het programma zich af in België.[5][6] Latere afleveringen die zich in België afspelen worden meegeteld als een reguliere aflevering van #BOOS.
- #BOOS MET BN'ERS VOOR DE KLIKS: deze spin-off verscheen voor het eerst in oktober 2017. In deze afleveringen wordt het gewoonlijke programmaformat toegepast, alleen is de presentatie van deze afleveringen niet in handen van Tim Hofman maar van twee bekende Nederlanders onder wie Sophie Milzink, Kaj Gorgels, Supergaande, Kalvijn en Anna Nooshin. Deze spin-off is ontstaan als noodoplossing voor het feit dat Hofman het programma tijdelijk niet kon presenteren als gevolg van een incident eerder dat jaar (zie aldaar). Hierdoor konden de geplande opnames van seizoen 1 alsnog worden opgenomen.
- #BOOS BEJAARDENSOOS: deze spin-off verscheen voor het eerst in juni 2018. In deze afleveringen wordt wederom het gewoonlijke programmaformat toegepast, alleen staan hierin oudere deelnemers centraal. Voor dit nieuwe format hebben ze het originele #BOOS-logo aangepast, deze heeft vergelijkingen met de ouderenzender Omroep MAX.[7]
- #BOOS DOCU: deze spin-off verscheen voor het eerst in november 2018. Deze afleveringen staan los van het originele format en zijn een documentaire over grote onderwerpen zoals het kinderpardon en euthanasie.[8]
- BOOS ACD-Podcast: deze spin-off verscheen voor het eerst in maart 2020 en is een afkorting voor #BOOS Anti corona depressie-Podcast. Het programma werd in het leven geroepen na de uitbraak van het nieuwe coronavirus, hierdoor konden er geen buitenopnames gemaakt worden waardoor Hofman binnenshuis zelfstandig diverse onderwerpen in de podcast bespreekt.[9] Deze afleveringen duren gemiddeld twee keer zolang als de reguliere afleveringen. Aflevering 21 op 28 mei 2020 is de laatste aflevering die door #BOOS werd uitgezonden, de podcast ging wel door op radioplatformen.

## Documentaires

### Kinderpardon
Na meerdere spin-offs besloot #BOOS nog een extra kant op te gaan en ging zich richten op het maken van een documentaire. Op 1 november 2018 verscheen de eerste documentaire onder de naam #BOOS DOCU: Terug naar je eige land, waarin het woord 'eige' expres zonder 'n' is geschreven zoals ze meerdere woorden fout in het programma schrijven of uitspreken. De documentaire wordt door hetzelfde team gemaakt en gepresenteerd als waarmee de oorspronkelijke video's mee worden gemaakt. In de documentaire volgt presentator Tim Hofman kinderen van vluchtelingen of migranten die uitzetting boven het hoofd hangt of al uitgezet zijn. Met als hoofddoel het aan de kaak stellen van het slecht werkende kinderpardon, zo probeert Hofman te voorkomen dat 400 kinderen die al langer dan vijf jaar in Nederland verblijven het land worden uitgezet.
Na de documentaire startte Hofman in samenwerking met #BOOS een burgerinitiatief om 40.000 handtekeningen in te zamelen en het onderwerp daarmee op de agenda van de Tweede Kamer zetten. Dankzij de documentaire en de diverse media-aandacht werden er 91.000 handtekening opgehaald in de eerste 24 uur na uitzending. Daarnaast kreeg de documentaire steun van diverse bekende Nederlanders zoals Peter R. de Vries, Anna Nooshin, Boef en Klaas van Kruistum.
Op 11 december 2018 bood Hofman de Tweede Kamer het burgerinitiatief aan bestaande uit ruim 250.000 handtekeningen, voor een nieuw kinderpardon.
Schoolkind Nemr, een Emmense azc-bewoner wiens ouders vluchtten uit Irak, werd het gezicht ("hoofdpersoon") van de documentaire. Nemr zou het Binnenhof in verlegenheid hebben gebracht; VVD-fractievoorzitter Klaas Dijkhoff kreeg negatieve reacties na zijn gesprek met Nemr. Hofman zelf kreeg ook kritiek, onder meer van VVD-minister Cora van Nieuwenhuizen, omdat hij Nemr zou hebben gebruikt om de publieke opinie te beïnvloeden. Voornoemde kritiek werd door historicus Han van der Horst geduid als "schijnheilige verontwaardiging".

### Euthanasie
Op 7 januari 2021 kwam #BOOS met een nieuwe online documentaire onder de naam BOOS Docu: Euthanasie De Movie. In deze documentaire volgt Hofman met zijn team twee jongeren die euthanasie willen laten plegen. De eerste kandidaat die gevolgd wordt wil euthanasie laten plegen omdat ze kampt met een ziekte waardoor ze uiteindelijk het heft in eigen handen wilt nemen voordat haar ziekte te erg gevorderd is en ze een onleefbaar leven gaat leiden. De tweede kandidaat die wordt gevolgd wil euthanasie plegen omdat hij PTSS en een persoonlijkheidsproblematiek heeft en daarom het leven niet meer ziet zitten. Hofman volgde met deze documentaire drie jaar lang hun gevecht om euthanasie te kunnen aanvragen. Naast met hen gaat Hofman het gesprek aan met andere mensen die het leven niet meer zien zitten en spreekt hij met diverse experts over dit onderwerp. De documentaire werd een maand nadat deze uitgebracht werd ook door BNNVARA uitgezonden op televisiezender NPO 3.

## Spraakmakende zaken

### Mishandeling door huisbaas tijdens opnamen
In augustus 2017 kwam het programma in de landelijke media. Een groep studenten had zich aangemeld voor het programma over een geschil met hun huisbaas. Toen Hofman zich als derde onaangekondigd en zonder toestemming bij de tegenpartij aandiende werden hij en zijn team verzocht het pand te verlaten. Zij weigerden hier gehoor aan te geven, waarop de tegenpartij trachtte Hofman en zijn team krachtdadig uit het gebouw te verwijderen. Dit resulteerde in een kapotte camera, meerdere lichtgewonden en Hofman eindigde met een gebroken kaak en een hersenschudding.
De tegenpartij spande een kort geding aan om te voorkomen dat de bewuste aflevering uitgezonden zou worden. Hofman en zijn team wonnen het kort geding en mochten de bewuste aflevering uitzenden. Deze aflevering werd door meer dan 2 miljoen mensen bekeken en leverde Hofman een tv-beeld op.
Door het ongeval werd het programma tijdelijk stilgelegd. Hierna verschenen een aantal weken afleveringen die gepresenteerd werden door andere bekende youtubers (#BOOS MET BN'ERS VOOR DE KLIKS). In februari 2018 keerde Hofman uiteindelijk na een half jaar terug als presentator.
In januari 2020 veroordeelde de rechtbank de vastgoedhandelaar die Hofman sloeg en legde hem een geldboete op, zijn zoon (die zich ook mengde in het gevecht) kreeg een taakstraf.

### Kamervragen over onjuist ingeschaald jong winkelpersoneel
In juni 2018 kwam het programma met presentator Tim Hofman wederom in de landelijke media. Door een kijker die zich aangemeld had voor het programma kwam aan het licht dat bijna elke supermarkt zijn kassamedewerkers te weinig betaalt. De kassamedewerkers die net in opleiding zijn worden ingedeeld in schaal A en worden pas na één jaar, soms na een langere periode, ingedeeld in schaal B en krijgen dan in deze schaal meer betaald. Maar vaak doen deze kassamedewerkers na een drietal maanden al werkzaamheden uit schaal B waardoor ze recht hebben om beloond te worden in schaal B. Vervolgens krijgt men nog uitbetaald volgens schaal A. Hierdoor lopen deze jonge medewerkers ongeveer één euro per uur mis.
Met het programma ging Hofman langs supermarkten zoals de PLUS, Albert Heijn en Jumbo om verhaal te halen. Daarnaast werd er na de bewuste aflevering door FNV Jong een meldpunt opgestart waar kassamedewerkers die met dit probleem kampen zich konden melden. Na de eerste oproep van het programma om naar dit probleem uit te kijken hadden al ruim tweeduizend jongeren zich gemeld. Tevens zorgde Hofman met zijn programma ervoor dat er door PvdA Tweede Kamerlid Gijs van Dijk Kamervragen werden gesteld over dit bewuste probleem.

### Opschorting realityseries na seksueel wangedrag bij "De Villa"
In november 2019 werd een aflevering van het RTL 5-programma De Villa onderzocht waarin een mannelijke deelnemer seksueel grensoverschrijdend gedrag vertoonde. Het seksueel grensoverschrijdend gedrag is eerder aan het licht gekomen in de landelijke media, waarna besloten is de uitzendingen van De Villa te beëindigen. Het vrouwelijke slachtoffer meldde zich vervolgens bij Hofman omdat ze vond dat ze niet gehoord werd en geen excuses had gekregen, tevens onthulde ze dat het productieteam die bewuste mannelijke deelnemer naar haar kamer had gestuurd. Hofman zocht eerst contact met de mannelijke deelnemer die het seksueel grensoverschrijdend gedrag vertoonde. Deze gaf aan dat hij vond dat hij niks fout had gedaan. Hierop ging Hofman met zijn programma langs bij productiebedrijf Blue Circle en bij RTL (die het programma uitzond) waar hij sprak met directeur Peter van der Vorst. Blue Circle bood tijdens het gesprek geen excuses aan omdat zij het onderzoek af wilde wachten. Peter van der Vorst bood namens RTL wel excuses aan en na dit gesprek werd door RTL besloten tijdelijk alle realityseries op te schorten waaronder Temptation Island en Love Island, zodat er een onafhankelijk onderzoek kon plaatsvinden naar de werkwijze van dit soort programma's in het algemeen en hoe het bij De Villa zo uit de hand heeft kunnen lopen.

### Stopzetting "The voice of Holland" na seksueel wangedrag
De speciale aflevering BOOS: This is The Voice die begin 2022 werd gepubliceerd, haalde in de week vóór publicatie geregeld de nieuwsrubrieken. De aangekondigde aflevering zou gaan over seksueel wangedrag van meerdere medewerkers aan The voice of Holland, en de diverse betrokkenen kregen van BOOS acht dagen vooraf bericht, opdat zij konden reageren op het onderwerp. In de aanloop naar de uitzending werden de uitzendingen van The voice of Holland tot nader order opgeschort en maakte RTL bekend dat producent ITV een onafhankelijk onderzoek zou laten uitvoeren naar aanleiding van de beschuldigingen. Als gevolg van het nieuws trokken verschillende sponsors zich terug en ook zangeres Anouk, tot dan toe coach, wilde niet langer met het programma geassocieerd worden.
De uitzending bestaat uit twee gedeeltes. In het eerste deel, de eigenlijke aflevering, worden beschuldigingen geuit aan het adres van bandleider Jeroen Rietbergen, oud-coach Marco Borsato, huidig coach Ali B en een niet bij name genoemde regisseur. Aansluitend op de aflevering volgt een interview met tv-producent en tevens bedenker van The Voice, John de Mol.
In de aanloop naar de aflevering zijn meerdere aangiftes gedaan.
Naar aanleiding van deze uitzending won de redactie van BOOS tien verschillende prijzen waaronder een Zilveren Nipkowschijf, een Televizier-Ster en de journalistiekprijs De Tegel in de categorie Onderzoek.

### Aangifte door Belastingdienst
Op 18 februari 2022 deed Hofman een oproep aan betrokkenen van de toeslagenaffaire die informatie hierover hebben en dit (anoniem) willen delen, zodat Hofman en zijn team hier een onderzoek naar kunnen starten. Vier dagen later, op 22 februari 2022, werd door een vakbond aangifte gedaan tegen BOOS wegens bedreiging; omdat BOOS in hun ogen de betrokken ambtenaren regelrecht intimideerde met die oproep.

### Poging tot aanslag
Op 19 oktober 2023 startte BOOS het tiende seizoen met een speciale aflevering waarin het team zich uitliet over een poging tot aanslag plegen op presentator Tim Hofman. Op 6 september 2023 werd een man gearresteerd nadat hij gewapend het BNNVARA-gebouw in Hilversum was binnengelopen met het doel om Hofman om het leven te brengen. Hofman deed hierop aangifte tegen de man voor poging tot doodslag en poging tot moord. In oktober 2024 veroordeelde de rechtbank Midden-Nederland de man tot een celstraf van 5 jaar en tbs met voorwaarden.

### Kritiek op familievloggers
De aflevering van 8 april 2025 werd gewijd aan het fenomeen familievloggers, met bijzondere focus op het gezin Bellinga. Tijdens deze aflevering werden diverse deskundigen geraadpleegd, waaruit de conclusie naar voren kwam dat kinderen die deel uitmaken van een familievlog – zoals in het geval van bijvoorbeeld De Bellinga's en Koetlife – mogelijk negatieve gevolgen kunnen ondervinden voor hun ontwikkeling en welzijn.
De aflevering leidde tot veel maatschappelijke discussie. Op sociale media, waaronder TikTok en Instagram, verschenen talloze reacties. Ook werd een petitie gestart waarin werd opgeroepen tot strengere wetgeving en meer bescherming voor kinderen die online te zien zijn in familievlogs.

## Prijzen en nominaties
| Jaar | Prijs                      | Categorie                            | Resultaat   | Opmerking                                                                    |
| ---- | -------------------------- | ------------------------------------ | ----------- | ---------------------------------------------------------------------------- |
| 2017 | TV-beeld                   | Beste online video                   | Gewonnen    | De aflevering waarin presentator Tim Hofman een gebroken kaak werd geslagen. |
| 2017 | SpinAward                  | Content                              | Gewonnen    | [ 61 ]                                                                       |
| 2017 | SpinAward                  | Next TV & Film                       | Gewonnen    | [ 61 ]                                                                       |
| 2017 | VEED Award                 | RTL Boulevard Award                  | Gewonnen    | Door presentator Tim Hofman in verband met dit programma.                    |
| 2017 | The Best Social Award      | Beste YouTuber                       | Gewonnen    | [ 63 ]                                                                       |
| 2018 | The Best Social Award      | Beste YouTube-serie                  | Gewonnen    | [ 64 ]                                                                       |
| 2018 | Hashtag Award              | Beste Online Video                   | Gewonnen    | Voor de documentaire #BOOS DOCU: Terug naar je eige land.                    |
| 2019 | Issue Award                | Initiatief                           | Gewonnen    | Voor de documentaire #BOOS DOCU: Terug naar je eige land.                    |
| 2019 | VEED Award                 | Beste YouTube Video                  | Genomineerd | Voor de documentaire #BOOS DOCU: Terug naar je eige land.                    |
| 2019 | The Best Social Award      | Beste YouTube-serie                  | Gewonnen    | [ 67 ]                                                                       |
| 2019 | Televizier-Ster            | Online-videoserie                    | Genomineerd | [ 68 ]                                                                       |
| 2020 | Televizier-Ster            | Online-videoserie                    | Gewonnen    | [ 69 ]                                                                       |
| 2021 | The Best Social Award      | Beste Positive Impact                | Gewonnen    | Tim Hofman gewonnen mede dankzij de BOOS Docu: Euthanasie De Movie.          |
| 2022 | Zapp Award                 | Beste online serie                   | Gewonnen    | [ 71 ] [ 72 ]                                                                |
| 2022 | The Best Social Award      | Beste YouTuber/YouTube-serie         | Gewonnen    | [ 73 ]                                                                       |
| 2022 | The Best Social Award      | Beste Merk op YouTube                | Gewonnen    | [ 73 ]                                                                       |
| 2022 | The Best Social Award      | Beste Positive Impact                | Gewonnen    | Voor de speciale aflevering BOOS: This is The Voice.                         |
| 2022 | FunX Music Award           | Power Award                          | Gewonnen    | Voor de speciale aflevering BOOS: This is The Voice.                         |
| 2022 | Zilveren Nipkowschijf      | Zilveren Nipkowschijf                | Gewonnen    | Voor de speciale aflevering BOOS: This is The Voice.                         |
| 2022 | TV-moment van het Jaar     | TV-moment van het Jaar               | Gewonnen    | Voor de speciale aflevering BOOS: This is The Voice.                         |
| 2022 | Televizier-Ster            | Impact                               | Gewonnen    | Voor de speciale aflevering BOOS: This is The Voice.                         |
| 2022 | YouTube Starry Night-Award | Best bekeken video in Nederland 2022 | Gewonnen    | Voor de speciale aflevering BOOS: This is The Voice.                         |
| 2022 | #Video Award               | Beste Online Video                   | Gewonnen    | Voor de speciale aflevering BOOS: This is The Voice.                         |
| 2022 | #Video Award               | Meeste Impact                        | Gewonnen    | Voor de speciale aflevering BOOS: This is The Voice.                         |
| 2023 | Journalist van het Jaar    | Journalist van het Jaar              | Gewonnen    | Door Tim Hofman dankzij de speciale aflevering BOOS: This is The Voice       |
| 2023 | De Tegel                   | Onderzoek                            | Gewonnen    | Voor de speciale aflevering BOOS: This is The Voice.                         |